# 内藤徹
内藤 徹（ないとう とおる、1968年12月 - ）は、日本の経済学者、同志社大学商学部教授、博士（経済学）。専門は環境経済学。

## 経歴
- 1995年9月 米国インディアナ大学経営大学院客員研究員
- 1998年4月 九州共立大学経済学部講師
- 2003年3月 九州大学大学院経済学府経済工学専攻博士課程修了 博士（経済学）
- 2004年4月 釧路公立大学経済学部助教授
- 2007年4月 釧路公立大学経済学部准教授
- 2010年4月 徳島大学総合科学部教授
- 2016年4月 同志社大学商学部教授

## 主要著書
- 『規制と環境の都市経済理論』（2004）九州大学出版会
- 『空間と持続可能な環境政策の理論的研究』(2009)　多賀出版

## 受賞等
- 2004年度日本地域学会学会賞奨励賞
- 2010年度日本地域学会著作賞